# Conservative Manifesto
Als Conservative Manifesto (Konservatives Manifest) wird das Positionspapier An Address to the People of the United States (Ansprache an das Volk der Vereinigten Staaten) einer überparteilichen Koalition bezeichnet, welche sich 1937 in Opposition zu Franklin D. Roosevelts New Deal bildete.

## Hintergrund
Während der Großen Depression in den 1930ern kam es 1937 zu einer weiteren Rezession, welche auch als Roosevelt-Rezession bezeichnet wird. Dies ist auf die Meinung zurückzuführen, dass Roosevelts Wirtschafts- und Sozialreformen im Rahmen des New Deal zu dieser geführt hätten.
Der demokratische Senator Josiah Bailey aus North Carolina war Gegner des New Deal und fürchtete, dass sich dadurch Amerika „auf dem Weg zum Kollektivismus“ befinde und ermahnte seine Kollegen dementsprechend, damit aufzuhören, „nichts zu tun während Amerika den unvermeidlichen Golf der Kollektivierung hinabdriftet“. Er forderte sie auf, dem „Unternehmergeist eine Chance zu geben“, denn dann würde er ihnen die „Garantie für ein glückliches und wohlhabendes Amerika“ geben.
Aufgrund der Rezession schlossen Bailey und viele weitere Südstaaten-Demokraten ein Bündnis mit „frustrierten Republikanern und Demokraten“, darunter Burton K. Wheeler oder Arthur H. Vandenberg, – neben Bailey der zweite Autor des Manifests – um gegen weitere Reformen vorzugehen. Da sie fürchteten, von den Parteien wegen ihrer Illoyalität abgestraft zu werden, verfassten sie ein eigenes, alternatives Konjunkturprogramm: das Conservative Manifesto.

## Bedeutung des Manifests
Dem Historiker John Robert Moore zufolge gab das Manifest den Konservativen Munition, beim Versuch die New-Deal-Reformen „aufzuhalten und später zu demontieren“. Der Historiker David M. Kennedy ist der Auffassung, dass das Manifest die Grundlage einer „neuen konservativen Ideologie“ sei, welche eines der „dauerhaften Vermächtnisse der 1930er“ darstelle. Douglas Carl Abrams sieht in der Zusammenarbeit den Grund für das Entstehen eines „tragfähigen Zwei-Parteien-Systems“ in den – bis dahin absolut von den Demokraten dominierten (Solid South) – Südstaaten. Dies sollte sich beispielsweise in der Unterstützung für den konservativen Republikaner Jesse Helms bei Senatswahlen zeigen. Helms war von 1973 bis 2003 Senator für North Carolina.

## Inhalt des Manifests
Die Erklärung verlangte:
1. eine Veränderung der Steuern auf Veräußerungsgewinne und nicht versteuerte Gewinne, um Investmentfonds zu befreien.
2. eine Reduzierung von Staatsausgaben und das Eintreten für einen ausgeglichenen Haushalt.
3. ein Ende von Zwang und Gewalt in der Beziehung zwischen Arbeitern und Kapital.
4. Widerstand dagegen, dass die Regierung in „unnötigen“ Wettbewerb mit privaten Unternehmen tritt.
5. die Erkenntnis, dass private Investitionen und Unternehmen einen angemessenen Profit erfordern.
6. Sicherheit für abgeschlossene Kredite.
7. Senkung von Steuern oder, sofern dies im Moment unmöglich scheint, das Eintreten dafür, dass es zu keinen weiteren Erhöhungen kommt.
8. Wahrung der Rechte der Bundesstaaten sowie der lokalen Selbstverwaltung, außer dort, wo dies erwiesenermaßen unzureichend ist.
9. wirtschaftliche und nicht politische Hilfe für Arbeitslose, mit maximaler Verantwortung auf lokaler Ebene.
10. Vertrauen auf das amerikanische Regierungs- und Wirtschaftssystem.